# Lars Jäderblom
Lars Mikael Jäderblom, född 22 juli 1963 i Lundby församling i Göteborgs och Bohus län, är en svensk officer i flygvapnet.
Jäderblom tog civilingenjörsexamen vid Chalmers tekniska högskola 1988 och blev samma år löjtnant i Flygingenjörkåren med tjänstgöring vid Norrbottens flygflottilj. Han utbildade sig till flygförare 1988–1991 och kom att flyga både JA 37 Viggen (från 1996) och JAS 39 Gripen (från 1998). Han befordrades till major 1995. År 1999 befordrades han till överstelöjtnant, varpå han var handläggare för JAS 39 vid Högkvarteret 1999–2001, chef för JAS 39 2001–2002 och under 2002 chef för Verksamhetssektionen vid Flygtaktiska kommandot i Högkvarteret. Åren 2002–2005 var han flygattaché vid ambassaden i Washington och befordrades till överste 2003. Han var 2005–2008 chef för Norrbottens flygflottilj.
Från och med den 1 april 2017 är han chef för stridsflygsektionen i planerings- och ekonomiavdelningen i ledningsstaben i Högkvarteret.